# Base do Parque Mundial
A Base do Parque Mundial foi uma base antártica não-governamental utilizada durante todo ano no Cabo Evans na Ilha de Ross na Dependência de Ross. A organização ambiental internacional Greenpeace estabeleceu a Base do Parque Mundial em 1987 a fim de pressionar sua demanda para as nações do Tratado Antártico em declarar todo o continente da Antártica um Parque Mundial. Isto deixaria o continente inteiro com limites à exploração comercial e à poluição e permitiria apenas pesquisa científica limitada. A Greenpeace fechou e desmantelou completamente a base em 1992.
A atitude oficial entre as nações do Tratado Antártico foi a de que o World Park Base fosse ignorado e que nenhuma assistência seria dada a ele, embora a Nova Zelândia, que reivindica jurisdição sobre a  Dependência de Ross (porém todas as reivindicações territoriais estão em suspensão no Tratado Antártico), teria ajudado se uma situação de ameaça à vida surgisse.